# Teddy & Annie: i giocattoli dimenticati (serie animata)
Teddy & Annie: i giocattoli dimenticati (The Forgotten Toys) è una serie animata britannica prodotta da Hibbert Ralph Entertainment e da Link Entertainment. La serie è stata trasmessa nel Regno Unito sul canale ITV dal 1997 al 1999; mentre in Italia, prima su Rai 1 e poi su Rai 2 nel 2002.
Tratta dal racconto di James Stevenson "La notte dopo Natale", è il sequel diretto al film del 1995 Teddy & Annie - I giocattoli dimenticati e racconta le nuove avventure dell'orsacchiotto Teddy e della bambola Annie.

## Doppiatori
- Teddy: doppiato in inglese da Bob Hoskins e in italiano da Dante Biagioni.
- Annie: doppiata in inglese da Joanna Lumley e in italiano da Paila Pavese.